# Kaštela

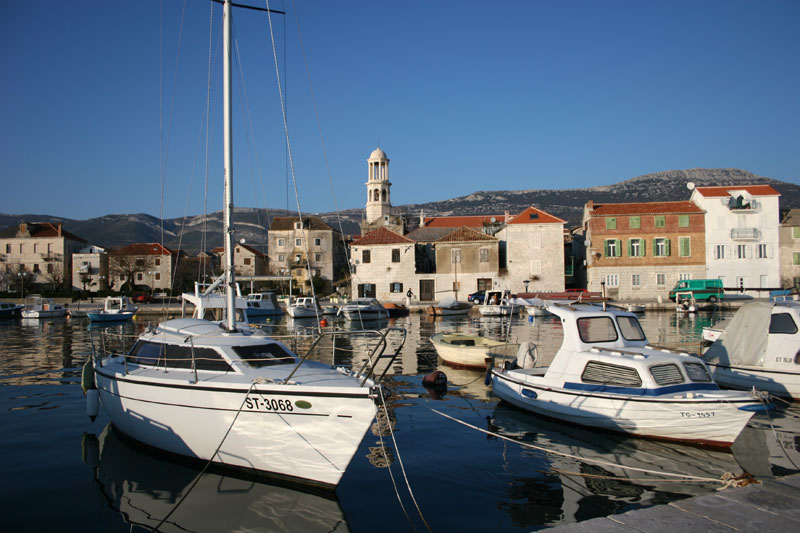
Kaštel Stari (2005)

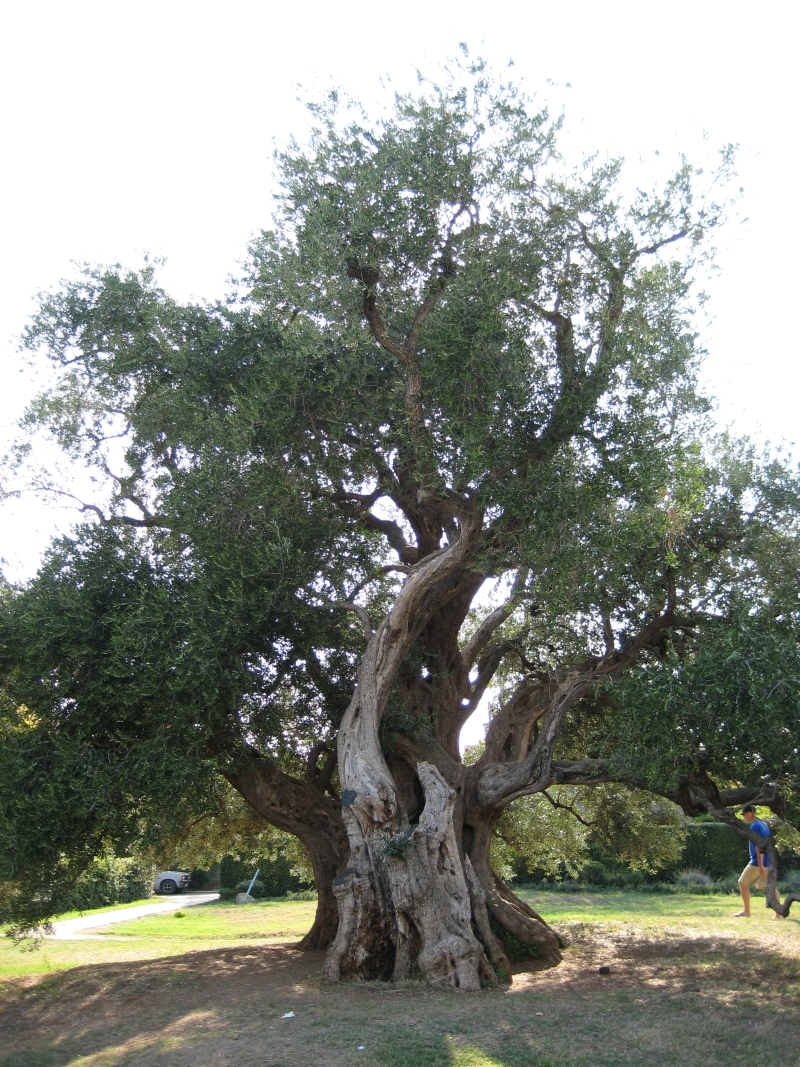
Ein etwa 1500 Jahre alter Olivenbaum in Kaštela

Kaštela [kaʃˈtɛla] ist eine Stadt in Kroatien mit 38.667 Einwohnern (Zählung 2011).
Die Stadt liegt an der Küste Mitteldalmatiens zwischen Trogir und Split. Im 15. und 16. Jahrhundert wurden an dem ca. 16 km langen Küstenstreifen 13 Kastelle gebaut, die der Abwehr von Angriffen der Türken dienen sollten. Um diese Kastelle entstanden im Laufe der Zeit Orte, die heute die Stadt Kaštela bilden und ihr den Namen gaben.
Sieben der 13 Kastelle sind noch erhalten: Kaštel Štafilić, Kaštel Novi, Kaštel Stari, Kaštel Lukšić, Kaštel Kambelovac, Kaštel Gomilica, Kaštel Sućurac.
Der Küstenabschnitt ist durch das Kozjak-Gebirge klimatisch geschützt. Im Hinterland der Siedlungen gibt es viele Felder, auf denen Obst, Oliven, Wein und Gemüse angebaut werden. Daneben ist Kaštela ein touristisches Zentrum und ein beliebtes Ausflugsziel für die Einwohner von Split. Außerdem befindet sich hier der internationale Flughafen von Split.

## Partnerstädte
- Lindlar, Deutschland
- Königgrätz, Tschechien
- Pszczyna, Polen
- Kupres, Bosnien-Herzegowina

## Stadtteile

### Kaštel Štafilić
Kaštel Štafilić ist der westlichste und Trogir am nächsten gelegene Stadtteil. Er hat 3042 Einwohner (Stand: 2011) und ist 17,5 km von Split entfernt. Der Name geht zurück auf Stjepan Stafileo von Trogir, der das Kastell mit Wehrturm bauen ließ.

#### Sehenswürdigkeiten
- Kastell bzw. Turm „Rotondo“, 1508 erbaut
- 1500 Jahre alter Olivenbaum (Olea europaea)
- Turm „Nehaj“
- Archäologische Funde in Resnik

Der Tourismus ist die wichtigste Einnahmequelle. Nach Westen erstreckt sich ein langer Kiesstrand.

### Kaštel Novi
Die Bezeichnung Kaštel Novi („Neues Kastell“) geht zurück auf den Bau des wuchtigen, frei stehenden Cippico/Ćipiko-Turms 35 Jahre nach dem Bau des Kaštel Stari („Altes Kastell“).
Kaštel Novi hat 6411 Einwohner (Stand: 2011). Es ist das zweite Kaštel aus Richtung Trogir und ca. 17 km von Split entfernt.

#### Sehenswürdigkeiten
- Cippico/Ćipiko-Turm, erbaut 1512 durch Pavao Antun Cippico/Pavlo Ćipiko, einen Neffen des Trogirer Adligen Koriola Cippico/Ćipiko.
- Renaissance-Kirche Sv. Roc (St. Rochus), 1586
- Stadt-Loggia
- „Biblischer Garten“ Stomorije: Hier wachsen viele Pflanzen, die in der Bibel erwähnt werden. Daneben sind dort Werke kroatischer Künstler ausgestellt.

#### Persönlichkeiten – Söhne und Töchter des Ortes
- Ivo Ćipiko (1869–1923), serbischer Schriftsteller
- Marin Studin (1895–1960), Künstler[2]
- Ivica Vastić (* 1969), österreichischer Fußballspieler (geborener Kroate)[3]
- Pavao Žanić (1918–2000), katholischer Bischof der Diözese Mostar-Duvno (-Trebinje-Mrkan).

### Kaštel Stari

Kaštel Stari, Kaštel Novi und Kaštel Štafilić vom Malačka aus gesehen

Kaštel Stari hat 7052 Einwohner (Stand: 2011) und liegt ca. 16 km von Split entfernt an der Bahnstrecke Knin–Split.

#### Sehenswürdigkeiten
- Ćipiko-Kastell mit seinem Hauptplatz, auf dem täglich der Gemüse- und Obstmarkt sowie ein Fischmarkt stattfinden.
- Kirche Sv. Juraj (St. Georg), 11. Jahrhundert, winzige Kirche, eines der schönsten Beispiele frühmittelalterlicher Kirchenarchitektur in Kroatien
- Barockkirche des Heiligen Johannes des Täufers (1723)

#### Zugunglück 2009
In der Nähe des Bahnhofs Kaštel Stari entgleiste am 24. Juli 2009 der ICN 521, ein Neigezug, in einer engen Kurve bei überhöhter Geschwindigkeit. Sechs Tote und 40 Verletzte waren die Folge. Ursache war, dass unmittelbar bevor der verunglückte Zug die Strecke befuhr, deren Holzschwellen von einem Bauzug mit einem Brandschutzmittel besprüht, dabei aber auch die Schienen mit besprüht worden waren. Auf diesen bildete sich ein Ölfilm, der verhinderte, dass der Unglückszug vor der Kurve auf die zulässige Geschwindigkeit abbremsen konnte. Die Schienen wieder zu reinigen nahm 11 Tage in Anspruch.

### Kaštel Lukšić
Kaštel Lukšić hat 5425 Einwohner (Stand: 2011).

#### Sehenswürdigkeiten
- Zu den besonderen Sehenswürdigkeiten gehört das Kastell Vitturi, erbaut Ende des 15. Jahrhunderts auf einem Inselchen nahe dem Ufer. Ort der Legende von Miljenko Rusinic und Dobrila Vitturi, heute Sitz eines Museums.
- Botanischer Garten
- In Kaštel Lukšić gibt es an einem Haus eine der größten Kakteen in Europa.
- Kirche Gospino uznesenje, 1515, mit Sarkophag des Erzbischofs Amir von Split

### Kaštel Kambelovac
Kaštel Kambelovac hat 5027 Einwohner (Stand: 2011).
Der Ort wurde benannt nach der Familie Cambi aus Split, die hier mehrere Festungen bauen ließ. Zentrum der Anlage ist ein Palast mit Rundturm und Balkon.
1911 wurde von der Familie Cambi die Villa „Baletna škola“ (Ballettschule) gebaut, zunächst als Feriendomizil. Nach dem Zweiten Weltkrieg eröffneten Ana Roje und Oskar Harmos an diesem Ort die erste Ballettschule in Dalmatien. Heute wird das Gebäude als Musikschule genutzt.

### Kaštel Gomilica
Kaštel Gomilica hat 4881 Einwohner (Stand: 2011).
Hier errichteten Benediktinerinnen aus Split im 12. Jahrhundert die romanische Kirche Sv. Kozma i Damjan. Das Kastell entstand Anfang des 16. Jahrhunderts auf einem vorgelagerten Felsen und war durch eine Zugbrücke mit dem Festland verbunden.

### Kaštel Sućurac

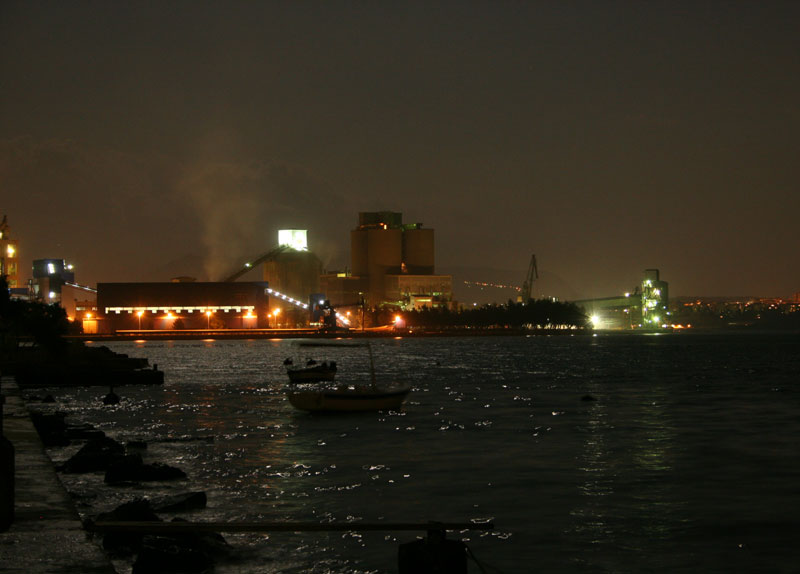
Zementfabrik "Sv. Juraj"

Kaštel Sućurac ist der am nächsten zu Split gelegene Stadtteil und hat 6829 Einwohner (Stand: 2011). Das Kastell Sućurac gilt als das älteste und besterhaltene. Der erste Festungsturm wurde 1392 erbaut, die Anlage später mehrfach erweitert.
Durch große hier angesiedelte Fabriken (ehemalige chemische Fabrik Jugovinil und Zementfabrik Dalmacija Cement, heute Sv. Juraj) ist Kaštel Sućurac eher ein Industrievorort von Split. Touristisch ist er noch wenig erschlossen.

## Ehrenbürger
- 1996 Bruno Kresing (geb. 5. September 1929 in Hamm/Westfalen), emeritierter Generalvikar der Erzdiözese Paderborn